# Trichananca micromelas
Trichananca micromelas es una especie de coleóptero de la familia Anthicidae.

## Distribución geográfica
Habita en Australia.